# Оболно
Оболно (словен. Obolno) — поселення в общині Іванчна Гориця, Осреднєсловенський регіон, Словенія. Висота над рівнем моря: 714,3 м.